# Panthera onca augusta
Sous-espèce
Panthera onca augusta, aussi connu sous le nom de Jaguar du Pléistocène Nord-Américain, est une sous-espèce éteinte de Jaguar (Panthera onca), dans la famille des Felidae. Elle aurait vécu en Amérique du Nord durant le Pléistocène.

## Description
Legendre et Roth ont examiné et comparé la masse corporelle de deux spécimens de Panthera onca augusta. La masse corporelle du premier spécimen a été estimée à 34,9 kg et celle du deuxième à 97 kg.

## Extension géographique
Des fossiles auraient été trouvés dans le comté d'Adams, dans l'État de Washington, aux États-Unis.